# Chrysella
Chrysella är ett släkte av svampar. Chrysella ingår i familjen Pucciniaceae, ordningen Pucciniales, klassen Pucciniomycetes, divisionen basidiesvampar och riket svampar.
|           | Puccinia                             |
|           |                                      |
|           | Uromyces                             |
|           |                                      |
|           | Gymnosporangium                      |
|           |                                      |
|           | Cumminsiella                         |
|           |                                      |
|           | Miyagia                              |
|           |                                      |
|           | Xenostele                            |
|           |                                      |
|           | Endophyllum                          |
|           |                                      |
|           | Chrysopsora                          |
|           |                                      |
|           | Roestelia                            |
|           |                                      |
|           | Stereostratum                        |
|           |                                      |
|           | Polioma                              |
|           |                                      |
|           | Zaghouania                           |
|           |                                      |
|           | Ramakrishnania                       |
|           |                                      |
|           | Cystopsora                           |
|           |                                      |
|           | Kernella                             |
|           |                                      |
|           | Corbulopsora                         |
|           |                                      |
|           | Coleopucciniella                     |
|           |                                      |
|           | Chrysocyclus                         |
|           |                                      |
| Chrysella | \| \| Chrysella mikaniae \| \| \| \| |
|           | \| \| Chrysella mikaniae \| \| \| \| |
|           | Cleptomyces                          |
|           |                                      |
|           | Chrysella mikaniae                   |
|           |                                      |

|  | Chrysella mikaniae |
|  |                    |